# Хосе-Мария-Морелос
Хосе́-Мари́я-Море́лос (исп. José María Morelos) — город в Мексике, штат Кинтана-Роо, входит в состав одноимённого муниципалитета и является его административным центром. Численность населения, по данным переписи 2020 года, составила 13 332 человека.

## Общие сведения
Название города дано в честь национального героя Мексики, одного из командующих в мексиканской войне за независимость — Хосе Мария Морелоса.
Поселение было основано в первой половине XX века как община, занимавшаяся сбором каучука из сока гевеи, а также заготовкой ценных пород дерева. Оно получила название Километро-Синкуэнта (исп. Kilómetro Cincuenta, дословно — 50-й километр), так как располагалось в 50 км от города Пето, откуда пришли первые поселенцы.
В 1974 году был создан штат Кинтана-Роо, были сформированы муниципалитеты, а поселение получило статус города и административного центра образованного муниципалитета Хосе-Мария-Морелос, и получило тоже название.

## Население
| Год  | Численность | Численность |
| ---- | ----------- | ----------- |
| 2000 | 9446        | [ 6 ]       |
| 2005 | 10 424      | [ 7 ]       |
| 2010 | 11 750      | [ 8 ]       |
| 2020 | 13 332      | [ 9 ]       |